# Ubi nos
 (signalé en mai 2025).
Si vous disposez d'ouvrages ou d'articles de référence ou si vous connaissez des sites web de qualité traitant du thème abordé ici, merci de compléter l'article en donnant les références utiles à sa vérifiabilité et en les liant à la section « Notes et références ».
- Archive Wikiwix
- Bing
- Cairn
- DuckDuckGo
- E. Universalis
- Gallica
- Google
- G. Books
- G. News
- G. Scholar
- Persée
- Qwant
- (zh) Baidu
- (ru) Yandex
- (wd) trouver des œuvres sur Wikidata

Ubi nos est une encyclique de Pie IX donnée le 15 mai 1871, deux jours après la publication de la loi des Garanties, avec laquelle le gouvernement italien, après la prise de Rome, a assuré des garanties au pape et a réglé unilatéralement les relations entre le Saint-Siège et le royaume d'Italie.
Le pape a rappelé sa situation personnelle et celle de son pontificat, "réduit sous une puissance hostile". Il a réitéré sa ferme intention de maintenir "sûrs et intacts" les droits du Saint-Siège, et n'a absolument pas reconnu la loi des Garanties :
- "parce qu'elle ne garantit pas l'exercice libre et effectif du pouvoir pontifical, qui est conféré directement par Dieu lui-même".
- "et parce qu'il considère absurde qu'un pouvoir et une autorité d'origine divine puissent être réduits à une simple concession de pouvoir séculier".